# Bresse-sur-Grosne
Bresse-sur-Grosne é uma comuna francesa na região administrativa de Borgonha-Franco-Condado, no departamento Saône-et-Loire. Estende-se por uma área de 10,29 km². Em 2010 a comuna tinha 196 habitantes (densidade: 19 hab./km²).